# 2 Live Crew
De 2 Live Crew was een hiphopgroep uit de Verenigde Staten opgericht in 1985. Ze waren in Nederland bekend van hun nummer 1 hit Me so horny in het voorjaar van 1990. De leden van de 2 Live Crew waren Luke (die na een rechtszaak met Star Wars-bedenker George Lucas de toevoeging "Skyywalker" niet meer mocht gebruiken), Fresh Kid Ice, Treach DJ Mr. Mixx en Brother Marquis. De teksten waren zo expliciet, dat enkele albums verboden waren in de Verenigde Staten.
Brother Marquis overleed 3 juni 2024 op 57-jarige leeftijd.

## Discografie

### Albums
| Album met eventuele hitnotering(en) in de Nederlandse Album Top 100 | Datum van verschijnen | Datum van binnenkomst | Hoogste positie | Aantal weken | Opmerkingen |
| ------------------------------------------------------------------- | --------------------- | --------------------- | --------------- | ------------ | ----------- |
| The 2 Live Crew Is What We Are                                      |                       | 1986                  |                 |              |             |
| Move Somethin'                                                      |                       | 1988                  |                 |              |             |
| As Nasty As They Wanna Be'                                          |                       | 1989                  |                 |              |             |
| Banned in the U.S.A.                                                |                       | 22-09-1990            | 73              | 4            | feat. Luke  |
| Sports Weekend: As Nasty as They Wanna Be, Pt. 2                    |                       | 1991                  |                 |              |             |
| Back at Your Ass for the Nine-4                                     |                       | 1994                  |                 |              |             |
| Shake a Lil' Somethin'                                              |                       | 1996                  |                 |              |             |
| The Real One                                                        |                       | 1998                  |                 |              |             |

### Singles
| Single met eventuele hitnotering(en) in de Nederlandse Top 40 | Datum van verschijnen | Datum van binnenkomst | Hoogste positie | Aantal weken | Opmerkingen |
| ------------------------------------------------------------- | --------------------- | --------------------- | --------------- | ------------ | ----------- |
| Me so horny                                                   |                       | 06-01-1990            | 1(2wk)          | 11           | Alarmschijf |
| Banned in the U.S.A.                                          |                       | 15-09-1990            | 32              | 3            | feat. Luke  |